# マンガの魅力 漫画館シリーズ
マンガの魅力 漫画館シリーズ（マンガのみりょく まんがかんシリーズ）は、日本の出版社である清山社から1977年から1980年に刊行され

## 刊行リスト
- 手塚治虫マンガ漫画館 石子順　清山社 1977 マンガ漫画館シリーズ1
- ちばてつやマンガ漫画館 石子順　清山社 1977 マンガ漫画館シリーズ2
- 少女マンガ漫画1号館 石子順 清山社 1977 マンガ漫画館シリーズ3
- 松本零士マンガ漫画館　清山社 1978 マンガ漫画館シリーズ4
- 石森章太郎マンガの魅力 笠原博 著 清山社 1978 (マンガの魅力・漫画館シリーズ 5)
- 里中満智子マンガの魅力 南久美子 著 清山社 1978 (マンガの魅力・漫画館シリーズ 6)
- 萩尾望都マンガの魅力 鈴木志郎康 著 清山社 1978 (マンガの魅力・漫画館シリーズ 7)
- 永島慎二マンガの魅力 武庫守男 著 清山社 1978 (マンガの魅力・漫画館シリーズ 8)
- SFマンガの魅力 笠原博 著 1978 (マンガの魅力・漫画館シリーズ 9)
- 水島新司マンガの魅力 磯山勉 著 清山社 1978 (マンガの魅力・漫画館シリーズ 10)
- 竹宮恵子マンガの魅力 南久美子 著 清山社 1978 (マンガの魅力・漫画館シリーズ 11)
- 白土三平マンガの魅力 みゆきてつ 著 清山社 1979 (マンガの魅力・漫画館シリーズ 12)
- 藤子不二雄マンガの魅力 倉田新 著 清山社 1978 (マンガの魅力・漫画館シリーズ 13)
- 大島弓子マンガの魅力 一柳芳栄, 斉藤裕美子 著 清山社 1978 (マンガの魅力・漫画館シリーズ 14)
- マンガ漫画の魅力 ヨシトミヤスオ 著 清山社 1978 (マンガの魅力・漫画館シリーズ 15)
- ジョージ秋山マンガの魅力 鈴木志郎康 著 清山社 1978 (マンガの魅力・漫画館シリーズ 16)
- 松本零士マンガの魅力 笠原博 著 清山社 1979 (マンガの魅力・漫画館シリーズ ; 17)
- 池田理代子マンガの魅力 広瀬倫子, 槇ひろみ著 清山社 1979 (マンガの魅力・漫画館シリーズ, 18)
- 手塚治虫マンガの魅力 清水勲 著 清山社 1979 (マンガ漫画館・魅力シリーズ ; 19)

## 関連書籍
- 現代まんがシアター〈1〉手塚治虫 清山社 1979
- 萩尾望都 (現代まんがシアター) 西川ユリア他 (著) 清山社、1979